# Championnats du monde de tir 2002
 (mai 2023).
Si vous disposez d'ouvrages ou d'articles de référence ou si vous connaissez des sites web de qualité traitant du thème abordé ici, merci de compléter l'article en donnant les références utiles à sa vérifiabilité et en les liant à la section « Notes et références ».
Navigation
Édition précédente Édition suivante
Les championnats du monde de tir 2002, quarante-huitième édition des championnats du monde de tir, ont eu lieu à Lahti, en Finlande, en 2002.